# Наталівська сільська рада (Новоград-Волинський район)
Наталівська сільська рада (до 1959 року — Наталіївська сільська рада) — колишня адміністративно-територіальна одиниця та орган місцевого самоврядування у Новоград-Волинському районі і Новоград-Волинській міській раді Волинської округи, Київської й Житомирської областей Української РСР та України з адміністративним центром у с. Наталівка.

## Населені пункти
Сільській раді були підпорядковані населені пункти:
- с. Наталівка
- с. Олександрівка

## Населення
Кількість населення ради, станом на 1923 рік, становила 1 278 осіб, кількість дворів — 240.
Кількість населення сільської ради, станом на 1924 рік, становила 1 362 особи.
Кількість населення ради, станом на 1931 рік, становила 1 120 осіб.
Станом на 5 грудня 2001 року, відповідно до перепису населення України, кількість мешканців сільської ради становила 1 882 особи.

## Склад ради
Рада складалась з 16 депутатів та голови.

### Керівний склад сільської ради
| ПІБ                    | Основні відомості                                                 | Дата обрання | Дата звільнення |
| ---------------------- | ----------------------------------------------------------------- | ------------ | --------------- |
| Храбан Раїса Василівна | Сільський голова, 1950 року народження, освіта, позапартійна      | 26.03.2006   | 31.10.2010      |
| Храбан Раїса Василівна | Сільський голова, 1950 року народження, освіта вища, позапартійна | 31.10.2010   |                 |

Примітка: таблиця складена за даними джерела

## Історія
Створена 1923 року в складі сіл Маковиця (Маковиці), Олександрівка та колоній Маковиця, Наталіївка (Наталиндорф, Наталівка) і Фризівка Романовецької волості Новоград-Волинського повіту Волинської губернії. 28 вересня 1925 року реорганізована у німецьку національну сільську раду, через що с. Олександрівка передане Єлизаветській сільській раді Новоград-Волинського району. 13 листопада 1928 року підпорядковано хутір Мочихвост Майстрівської сільської ради. Станом на 1 жовтня 1941 року колонії Маковиця і Фризівка та х. Мочихвост не значилися на обліку населених пунктів.
Станом на 1 вересня 1946 року сільська рада входила до складу Новоград-Волинської міської ради Житомирської області, на обліку в раді перебували села Маковиці та Наталівка.
Станом на 10 лютого 1952 року в складі ради числилися с. Олександрівка та х. Єлизавет. 5 березня 1959 року, відповідно до рішення Житомирського ОВК № 161 «Про ліквідацію та зміну адміністративно-територіального поділу окремих сільських рад області», сільську раду ліквідовано, територію та населені пункти приєднано до складу Майстрівської сільськоїради Новоград-Волинського району. Відновлена 30 березня 1994 року, відповідно до рішення Житомирської обласної ради «Про внесення змін в адміністративно-територіальний устрій Новоград-Волинського району», в складі сіл Наталівка та Олександрівка Майстрівської сільської ради.
Виключена з облікових даних 17 липня 2020 року. Територію та населені пункти ради, відповідно до розпорядження Кабінету Міністрів України № 711-р від 12 червня 2020 року «Про визначення адміністративних центрів та затвердження територій територіальних громад Житомирської області», включено до складу Новоград-Волинської міської територіальної громади Новоград-Волинського району Житомирської області.
Входила до складу Новоград-Волинського району (7.03.1923 р., 4.06.1958 р., 30.03.1994 р.) та Новград-Волинської міської ради (1.06.1935 р.).